# Annie Rauwerda
Annie Rauwerda ( /ˈraʊ.ərdə/;)(Grand Rapids, Estados Unidos, 27 de noviembre de 1999) es una personalidad de Internet, periodista y comediante estadounidense conocida por Depths of Wikipedia, un grupo de cuentas en redes sociales que destacan datos de Wikipedia. Rauwerda presenta programas de variedades y comedia centrados en Wikipedia. Rauwerda fue nombrada Colaborador de Medios del Año 2022 por la Fundación Wikimedia, la organización sin fines de lucro que alberga Wikipedia. 
En junio de 2023, Rauwerda recibió una considerable atención en las redes sociales por organizar un guiso perpetuo en un parque de Brooklyn.

## Infancia y educación
Rauwerda nació el 27 de noviembre de 1999, y se crio en Grand Rapids, Michigan. Durante su infancia, asistió a las escuelas cristianas de Grand Rapids desde preescolar hasta el 12.º grado. Antes de asistir a la universidad, Rauwerda se tomó un año sabático y trabajó a través de AmeriCorps como tutora de STEM en Chicago. Después de concluir su año sabático, se matriculó en la Universidad de Michigan en 2019, graduándose con un bachiller universitario en ciencias en neurociencia en 2022.

## Wikipedia
Rauwerda se interesó en Wikipedia mientras participaba en wikiracing en la escuela secundaria y preparatoria. Mientras era estudiante de segundo año en la Universidad de Michigan durante los cierres por COVID-19, Rauwerda creó Depths of Wikipedia, un grupo de cuentas de redes sociales que destacan datos de Wikipedia que ella considera "raros y maravillosos". La primera cuenta se lanzó en Instagram en abril de 2020 y desde entonces se ha expandido a TikTok y Twitter. Las cuentas combinadas tienen millones de seguidores.
Además de las cuentas de redes sociales Depths of Wikipedia, Rauwerda presenta programas de comedia y variedades centrados en Wikipedia, realizando giras en 2022 y 2023. El primer show de comedia presencial de Rauwerda fue en julio de 2021 y luego se expandió a una serie de giras de comedia por todo el país. Su espectáculo incluye una presentación de diapositivas de capturas de pantalla de Wikipedia, similar al contenido en línea de Depths of Wikipedia, y comentarios de comedia.
En agosto de 2022, Rauwerda fue nombrada Colaborador de Medios del Año 2022 por la Fundación Wikimedia, la organización sin fines de lucro que alberga Wikipedia. En octubre de 2022, escribió para Slate sobre el artículo de Wikipedia sobre muertes sospechosas de empresarios rusos, destacando la utilidad de la enciclopedia como fuente de información en áreas que enfrentan censura. Rauwerda está trabajando en un libro sobre la historia cultural de Wikipedia.